# Adela Clemente i Ferran
Adela Clemente i Ferran (Barcelona, 20 de juny de 1861- íd. 11 de gener de 1910) va ser una actriu catalana de l'últim terç del segle xix i principis del segle xx, i una de les característiques més importants del seu temps.
Era filla de Raimundo Clemente Cabello, natural de Saragossa, i de Teresa Ferran Avellana. El seu marit, Modest Santolària, amb qui va tenir quatre filles, també era actor.
Al 1880 actuava a la companyia d’aficionats del Teatre Principal de Mataró i va iniciar la seva vida professional al Teatre Circ Barcelonès, amb la companyia castellana de Carlota de Mena i Balbina Pi. Després continuà treballant en el teatre en castellà amb la seva germana Pilar Clemente, també actriu, i amb Pere Riutort al Teatre Ribas. L'any 1883 debutà en el teatre català al Romea amb El punyal d'or, d'Antoni Ferrer Codina.
Entre els seus èxits més anomenats se solen destacar Les garses, d’Ignasi Iglésias, La mare, de Santiago Rusiñol, i L'aranya, d'Àngel Guimerà.

## Trajectòria professional
- 1884, 24 de novembre. En el paper de Clara a l'obra Sis rals diaris, d'Eduard Aulés. Estrenada al teatre Novetats de Barcelona.
- 1885, 24 de febrer. En el paper de Leonor a l'obra Lletra menuda, d'Eduard Aulés. Estrenada al teatre Ribas de Barcelona.
- 1892, 19 de gener. En el paper de Genoveva a l'obra Ateus i creients, original de Ramon Bordas. Estrenada al teatre Romea de Barcelona.
- 1892, 14 de març. El paper de Consuelo a l'obra Governador 4 bis, de Josep Maria Pous. Estrenada al teatre Romea de Barcelona.
- 1892, 21 d'abril. El paper de Adel, gat de mar (18 anys) a l'obra Barba-roja, de Frederic Soler. Estrenada al teatre Romea de Barcelona.
- 1893, 18 de desembre. El paper a La Madama Maria de l'obra Les claus de Girona, de Frederic Soler. Estrenada al teatre Romea de Barcelona.
- 1895, 12 de març. En el paper d'Ernesta a l'obra La suripanta, d'Antoni Ferrer i Codina. Estrenada al teatre Romea de Barcelona.
- 1895, 2 d'abril. En el paper d'Adela, 20 anys a l'obra Ditxós ball de màscares!, de Francesc Figueras i Ribot. Estrenada al teatre Romea de Barcelona.
- 1895, 16 d'abril. En el paper de Laura, 23 anys a l'obra L'herència de l'oncle Pau, arranjada per Conrad Colomer. Estrenada al teatre Romea de Barcelona.
- 1895, 27 de setembre. En el paper de Catalunya a l'obra Al cim de la glòria, d'Antoni Careta i Vidal. Estrenada al teatre Romea de Barcelona.
- 1895, 4 de desembre. El paper de Paulina a l'obra Toreros d'hivern, d'Antoni Ferrer i Codina. Estrenada al teatre Romea.
- 1896, 28 de gener. El paper d'Emília a l'obra Entrar per la finestra, de Pere Reig i Fiol. Estrenada al teatre Romea de Barcelona.
- 1897, 18 de gener. El paper de Naleu a l'obra El comte d'Empúries, de Ramon Bordas. Estrenada al teatre Romea.
- 1898, 29 de gener. El paper de Tona a l'obra El senyor secretari, de Teodor Baró. Estrenada al teatre Principal de Barcelona.
- 1899, 31 de gener. En el paper de Donya Salvadora a l'obra La farsa, d'Àngel Guimerà. Estrenada al teatre Romea de Barcelona.
- 1899, 3 de març. El paper de Maria (26 anys) a l'obra Foc follet, d'Ignasi Iglésias. Estrenada al teatre Romea de Barcelona.
- 1899, 6 octubre. En el paper de Clara a l'obra Que no s'enteri el marit, de Joan Baptista Enseñat i Lluís Millà. Estrenada al teatre Romea de Barcelona.
- 1900, 9 de gener. El paper de Brunilda (20 anys) a l'obra El Comte l'Arnau, de Frederic Soler. Estrenada al teatre Romea de Barcelona.
- 1900, 19 de gener. El paper de Joana, germana de la Pepa, 20 anys) a l'obra Perdiu per garsa, d'Albert de Sicília Llanas. Estrenada al teatre Romea de Barcelona.
- 1900, 12 febrer. El paper de Cinteta a l'obra La planxadora, de Jacint Capella i Feliu. Estrenada al teatre Romea de Barcelona.
- 1900, 4 d'abril. El paper de Mariona a l'obra La filla del mar d'Àngel Guimerà. Estrenada al teatre Romea de Barcelona.
- 1901, febrer de 1901. El dir de la gent, de Frederic Soler, Pitarra. Teatre Romea
- 1902, 11 de març. En el paper d'Antònia a l'obra La pecadora, d'Àngel Guimerà. Estrenada al teatre Romea de Barcelona.
- 1902, 18 de novembre. En el paper de Marcel·lina a l'obra Aigua que corre, d'Àngel Guimerà. Estrenada al teatre Romea de Barcelona.
- 1905, 3 de maig. El paper d'Aurora (34 anys) a l'obra Els dos crepuscles, de Francesc Xavier Godó. Estrenada al teatre Romea de Barcelona, el 3 de maig.
- 1905, 25 de novembre. En el paper de Tresona a l'obra Les garses, d'Ignasi Iglésias. Estrenada al teatre Romea de Barcelona.
- 1906, 14 de febrer. En el paper de Donya Túlia a l'obra La bona gent de Santiago Rusiñol. Estrenada al teatre Romea de Barcelona.
- 1906, 27 de març. En el paper de Beneta a l'obra L'Eloi d'Àngel Guimerà. Estrenada al teatre Romea de Barcelona.
- 1906, 2 d'octubre. En el paper de Paula a l'obra Arrels mortes, de Joan Puig i Ferreter. Estrenada al teatre Romea de Barcelona.
- 1906, 5 d'octubre. La sabia casualitat, de Manuel Folch i Torres, farsa en un acte. Estrenada al teatre Romea de Barcelona.
- 1907, 20 de febrer. En el paper de Rosa a l'obra La mare, de Santiago Rusiñol. Estrenada al teatre Romea de Barcelona.
- 1908, 22 de març. En el paper de Juliana a l'obra Aigües encantades,de Joan Puig i Ferreter. Estrenada al teatre Romea de Barcelona.
- 1908, 18 d'abril. En el paper de Mariagna a l'obra En Joan dels Miracles, d'Ignasi Iglésias. Estrenada al teatre Romea de Barcelona.
- 1908, 16 d'octubre. En el paper de Gasparona a l'obra L'aranya, d'Àngel Guimerà. Estrenada al teatre Romea de Barcelona.
- 1909, 27 de febrer. En el paper de Glòria González a l'obra El testament de la tia, original de Paul Gavault i R. Charvray, arranjament al català per Ramon Franqueza i Comas. Estrenada al teatre Romea de Barcelona.

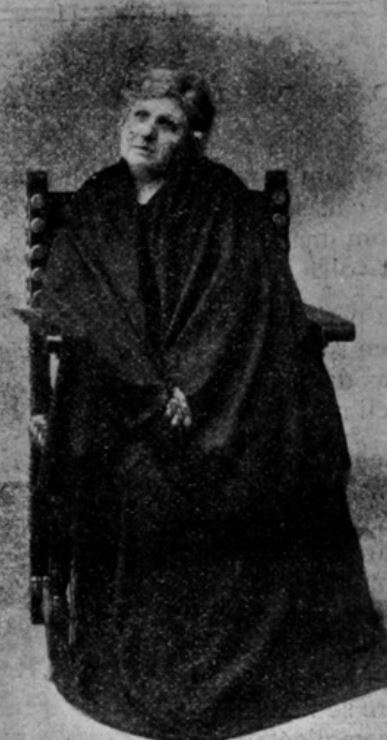
A La Mare
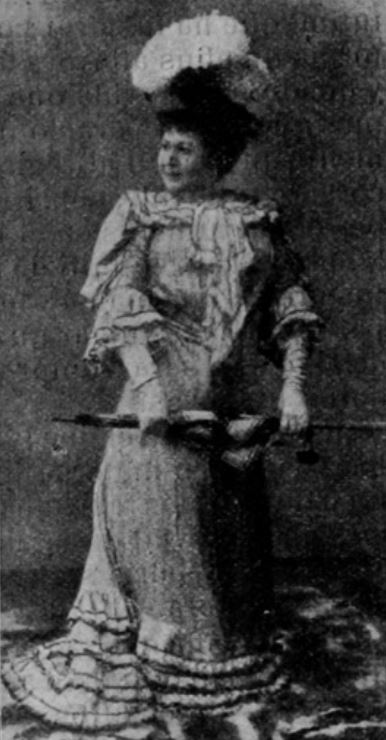
A L'Himne de Riego
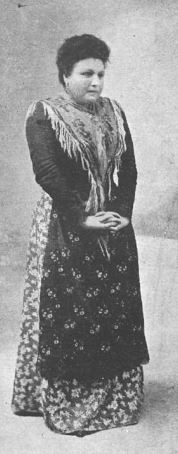
A Terra Baixa
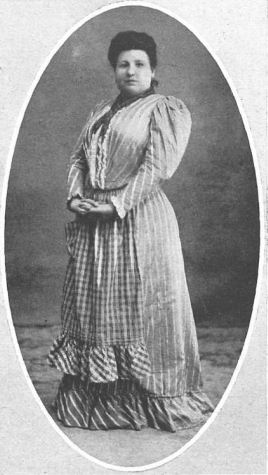
A La Baldirona